# По ту сторону
«По ту сторону» (швед. Svinalängorna) — социально-психологическая драма шведского режиссёра Перниллы Аугуст, вышедшая в 2010 году. Фильм снят по одноимённому роману Сусанны Алакоски.
Премьера фильма состоялась 6 сентября 2010 года на 67-м Венецианском кинофестивале; фильм получил награду «International Critics' Week Award». В 2011 году фильм стал лауреатом кинопремии Северного Совета — наиболее престижной кинематографической награды в странах Северной Европы.

## Сюжет
Главная героиня фильма — Леена, девушка, выросшая в бедной семье финских эмигрантов, которая распалась из-за пристрастия родителей к алкоголю. В начале фильма она узнаёт, что её мать находится при смерти, вследствие чего ей придётся вновь пережить неприятные моменты её прошлого.

## В ролях
| Актёр          | Роль                     |
| -------------- | ------------------------ |
| Нуми Рапас     | Леена                    |
| Ола Рапас      | Юхан                     |
| Оути Мяенпяя   | Айли                     |
| Вилле Виртанен | Киммо                    |
| Техилла Блад   | Леена в детском возрасте |
| Джуниор Блад   | Сакари                   |
| Альфа Блад     | Марья                    |
| Сэльма Кьюба   | Флисан                   |